# Fantasmas del pasado
Ghosts of Mississippi (Fantasmas del pasado) es una película de drama de 1996 dirigida por Rob Reiner y protagonizada por Alec Baldwin, Whoopi Goldberg y James Woods. La trama está basada en la historia real del juicio en 1994 de Byron De La Beckwith, el supremacista blanco acusado del asesinato de Medgar Evers en 1963.
James Woods fue candidato al Óscar al Mejor Actor de Reparto por su papel de Byron De La Beckwith. La música fue compuesta por Marc Shaiman y la fotografía fue obra de John Seale. En el 2008, el AFI nominó la película.

## Argumento
Medgar Evers fue un activista negro de derechos civiles en Misisipi, que luchaba por la igualdad de derechos en ese estado, que entonces era segregacionista. Fue asesinado por la espalda cerca de su casa el 12 de julio de 1963, donde habitaba también su familia. Se sospechaba que Byron De La Beckwith, un supremacista blanco, era el asesino. Había sido juzgado dos veces por un jurado compuesto por blancos y ambos juicios terminaron en jurados colgados. 
En 1989 la segregación dejó de existir en su mayor parte y Myrlie Evers, la viuda de Medgar Evers, que había estado tratando de llevar a De La Beckwith a la justicia por más de 25 años, creía que tenía lo que se necesitaba para llevarlo de nuevo a juicio, cuando se pudo demostrar entonces que el juicio fue influenciado en provecho del acusado. Aunque la mayor parte de las evidencias del antiguo juicio habían desaparecido, Bobby DeLaughter, un asistente de Fiscal de Distrito, enfurecido por el asesinato cobarde, decidió ayudarla a pesar de ser advertido de que podría perjudicar sus aspiraciones políticas y a pesar de la tensión que su decisión causó en su matrimonio.   
Con pasión, Bobby DeLaughter se involucra principalmente con llevar a De La Beckwith a juicio por tercera vez 30 años después. Hasta entonces consigue recuperar todas las pruebas de los pasados juicios y obtener testimonios adicionales, que demostraban, que Byron De La Beckwith había presumido de haber asesinado a Medgar Evers después de los juicios. En 1994, Byron De La Beckwith fue declarado culpable en ese tercer juicio compuesto por un jurado mixto y fue condenado a cadena perpetua, haciéndose así justicia a la familia de Medgar Evers.

## Elenco
- Alec Baldwin como Bobby DeLaughter.
- Whoopi Goldberg como Myrlie Evers.
- James Woods como Byron De La Beckwith.
- Virginia Madsen como Dixie DeLaughter.
- Susanna Thompson como Peggy Lloyd.
- Craig T. Nelson como Ed Peters.
- Lucas Black como Burt DeLaughter.
- Alexa Vega como Claire DeLaughter
- William H. Macy como Charlie Crisco.
- Benny Bennett como Lloyd 'Benny' Bennett.
- Diane Ladd como Caroline Moore.
- Margo Martindale como Clara Mayfield.
- Darrell Evers como él mismo.
- Yolanda King como Reena Evers.
- Jerry Levine como Jerry Mitchell.
- James Van Evers como él mismo.
- Michael O'Keefe como Merrida Coxwell.
- Bill Smitrovich como Jim Kitchens.
- Terry O'Quinn como Juez Hilburn.
- Rex Linn como Martin Scott.
- James Pickens Jr. como Medgar Evers.
- Richard Riehle como Tommy Mayfield.
- Bonnie Bartlett como Billie DeLaughter.
- Brock Peters como Walter Williams.
- Wayne Rogers como Morris Dees.
- Bill Cobbs como Charles Evers.

## Producción
Como parte de la preparación de sus papeles, los actores se entrevistaron con las personas reales que ellos posteriormente interpretaron en la obra cinematográfica. La única excepción fue James Woods que se negó a visitar a Byron de la Beckwith a pesar de que estaba dispuesto a colaborar al respecto.

## Recepción
La película tuvo críticas mixtas. Tiene un 46 % en Rotten Tomatoes.

## Premios
- Dos nominaciones al Oscar (1997)[3]